# Walter Lossli
Walter Lossli fue un deportista suizo que compitió en remo como timonel. Participó en los Juegos Olímpicos de París 1924, obteniendo una medalla de oro en la prueba de cuatro con timonel.

## Palmarés internacional
| Juegos Olímpicos | Juegos Olímpicos | Juegos Olímpicos | Juegos Olímpicos   |
| Año              | Lugar            | Medalla          | Prueba             |
| ---------------- | ---------------- | ---------------- | ------------------ |
| 1924             | París (Francia)  | Medalla de oro   | Cuatro con timonel |